# United States Marshals Service
United States Marshals Service (USMS) – amerykańska agencja federalna, kontrolowana i zarządzana przez Departament Sprawiedliwości Stanów Zjednoczonych. Mimo że USMS uzyskała formalny status agencji federalnej dopiero w 1969, faktyczne powstanie służby US Marshal datuje się na rok 1789, co czyni ją najdłużej istniejącą agencją w Stanach Zjednoczonych.
USMS odpowiada za egzekwowanie wyroków sądów federalnych, a także za ochronę budynków i urzędników sądowych. Służba ta współpracuje w zakresie transportowania więźniów, poszukiwaniu osób ściganych listem gończym i lokalizowaniu osób podejrzanych w sprawach sądowych. Agenci nazywani są, w zależności od stanu i miasta, konstablami bądź marshalami i mogą oni patrolować miasta lub wsie zależy to od wyznaczenia dyrektora Department Of Justice lub gubernatora 